# Mojstrovine ustne in nematerialne dediščine človeštva
Razglasitev mojstrovin ustne in nesnovne dediščine človeštva je generalni direktor Unesca izdal leta 2001, da bi dvignil zavest o nesnovni kulturni dediščini in spodbudil lokalne skupnosti, da jo varujejo, ter lokalne prebivalce, ki vzdržujejo te oblike kulturnega izražanja. Več manifestacij nesnovne dediščine po vsem svetu je dobilo naziv Mojstrovine, da bi prepoznali vrednost nematerialne sestavine kulture, ter vključevali zavezo držav, da spodbujajo in varujejo Mojstrovine. Nadaljnje razglasitve so se zgodile vsaki dve leti. Leta 2008 je bilo 90 predhodno razglašenih mojstrovin kot prvi vpisi vključenih na novi Reprezentativni seznam nesnovne kulturne dediščine človeštva.

## Ozadje
UNESCO opredeljuje ustno in nesnovno dediščino kot »celoto na tradiciji temelječih stvaritev kulturne skupnosti, ki jih izraža skupina ali posamezniki in priznavajo, da odražajo pričakovanja skupnosti, kolikor odražajo njeno kulturno in družbeno identiteto«. Jezik, literatura, glasba in ples, igre in šport, kulinarične tradicije, obredi in mitologija, znanje in prakse, ki zadevajo vesolje, znanje in izkušnje, povezano z rokodelstvom in kulturni prostori so med številnimi oblikami nesnovne dediščine. Na nesnovno dediščino se gleda kot na skladišče kulturne raznolikosti in ustvarjalnega izražanja ter kot gonilna sila živih kultur. Ker je lahko ranljiva za sile globalizacije, družbene preobrazbe in nestrpnosti, UNESCO spodbuja skupnosti, da prepoznajo, dokumentirajo, zaščitijo, promovirajo in oživijo takšno dediščino.
Ob sprejetju Splošne deklaracije o kulturni raznolikosti novembra 2001 je Unesco spodbujal priznavanje in varovanje nesnovne dediščine na enak način, kot se varujejo naravni in kulturni zakladi snovne dediščine.
Čeprav ima UNESCO program (aktiven od leta 1972) za zaščito svetovne kulturne in naravne dediščine, znan kot Seznam svetovne dediščine, je menil, da je Seznam usmerjen predvsem v zaščito in predstavitev oprijemljivih, monumentalnih elementov preteklih kultur ali naravnega okolja. Mojstrovine ustne in nematerialne dediščine človeštva so Unescov odgovor na poziv človeštvu, naj razširi svoj koncept kulturne dediščine z vključitvijo nematerialnih vidikov.
Zamisel za projekt je prišla od ljudi, ki jih skrbi maroški trg Džema el-Fna v Marakešu. Trg je znan po tradicionalnih dejavnostih pripovedovalcev, glasbenikov in drugih izvajalcev, vendar so ga ogrožali gospodarski razvojni pritiski. V boju za zaščito tradicije so prebivalci pozvali k ukrepanju na mednarodni ravni, da bi prepoznali potrebo po zaščiti takšnih krajev – imenovanih kulturni prostori – ter drugih priljubljenih in tradicionalnih oblik kulturnega izražanja. Unescov znak Mojstrovine ustne in nesnovne dediščine človeštva je namenjen ozaveščanju o pomenu ustne in nesnovne dediščine kot bistvene sestavine kulturne raznolikosti.
| “                                                                                     | Spektakel Džema el-Fna se ponavlja vsak dan in vsak dan je drugačen. Vse se spreminja – glasovi, zvoki, geste, javnost, ki vidi, posluša, voha, okuša, se dotika. Ustno izročilo je uokvirjeno z enim veliko obsežnejšim – temu lahko rečemo nematerialno. Trg kot fizični prostor skriva bogato ustno in nematerialno izročilo. | ” |
| —Juan Goytisolo, v govoru na otvoritvenem srečanju za prvo razglasitev, 15. maja 2001 | |   |

## Razglasitve
Z začetkom leta 2001 je novi program z razglasitvijo varovanja začel identificirati različne oblike nesnovne dediščine po vsem svetu. V skladu s tem aktom lahko vsaka od nacionalnih vlad, ki pristopijo h Unescovi konvenciji, znanih kot države članice, poleg večnacionalnih nominacij odda eno samo kandidaturo nesnovne kulturne dediščine, ki se pojavlja na njihovem ozemlju. Nominirana nesnovna dediščina se lahko razvrsti v dve kategoriji, kot določa program:
- oblike popularnih in tradicionalnih kulturnih izrazov; ali
- kulturni prostori, tj. kraji, kjer so koncentrirane in redno potekajo kulturne in ljudske dejavnosti (tržnice, festivali itd.)

Nominacije oceni komisija strokovnjakov za nesnovno dediščino, vključno s specializiranimi nevladnimi organizacijami (NVO), nato pa jih pregleda žirija, katere 18 članov je predhodno izbral generalni direktor UNESCO. Za pomoč pri ocenjevanju nominacij je bil oblikovan nabor meril. Kulturni izrazi in prostori, predlagani za razglasitev, so morali izpolniti naslednje kriterije:
1. dokazujejo svojo izjemno vrednost kot mojstrovina človeškega ustvarjalnega genija;
2. predložijo obsežne dokaze o svojih koreninah v kulturni tradiciji ali kulturni zgodovini zadevne skupnosti;
3. biti sredstvo potrjevanja kulturne identitete zadevnih kulturnih skupnosti;
4. zagotoviti dokazilo o odličnosti pri uporabi prikazanih spretnosti in tehničnih lastnosti;
5. potrjujejo svojo vrednost kot edinstveno pričevanje živega kulturnega izročila;
6. obstaja nevarnost degradacije ali izginotja.

Poleg tega bi morali biti kandidati v skladu z ideali Unesca, zlasti s Splošno deklaracijo človekovih pravic. Predlogi nominacij so morali tudi dokazati polno vključenost in soglasje lokalnih skupnosti ter vsebovati akcijski načrt za varovanje ali promocijo zadevnih kulturnih prostorov ali izrazov, ki bi moral biti izdelan v tesnem sodelovanju z nosilci tradicije.
S postopkom imenovanja se države članice spodbuja, da sestavijo popis svoje nesnovne dediščine, s čimer ozaveščajo in varujejo te zaklade. Razglašene mojstrovine pa prejmejo zavezo Unesca pri financiranju načrtov za njihovo ohranitev.
Razglasitve v letih 2001, 2003 in 2005 so za mojstrovine označile skupno 90 oblik nesnovne dediščine po vsem svetu:
| Razglasitev | Datum             | Predsednik žirije                     | Število prejetih kandidatur | Število razglašenih mojstrovin | Reference |
| ----------- | ----------------- | ------------------------------------- | --------------------------- | ------------------------------ | --------- |
| 1.          | 18. maj 2001      | Juan Goytisolo (Španija)              | 32                          | 19                             | [ 13 ]    |
| 2.          | 7. november 2003  | Juan Goytisolo (Španija)              | 56                          | 28                             | [ 14 ]    |
| 3.          | 25. november 2005 | Princesa Basma Bint Talal (Jordanija) | 64                          | 43                             | [ 3 ]     |

## Trenutni status
Vse večje število prejetih kandidatur in število mojstrovin, razglašenih vsaki dve leti, je pomenilo, da je bil Unescov cilj ozaveščanja o pomenu varovanja nesnovne dediščine dosežen. Povečanje števila sodelujočih držav članic je leta 2003 vodilo do sprejetja Konvencije o varovanju nesnovne kulturne dediščine, ki je začela veljati leta 2008. Instrument za določanje standardov naj bi dopolnjeval Konvencijo o svetovni dediščini iz leta 1972 pri zaščiti nematerialne kulture. Po uspešnem zgledu programa Seznam svetovne dediščine Konvencije o svetovni dediščini je UNESCO ustanovil Reprezentativni seznam nesnovne kulturne dediščine človeštva. To je nadomestilo program razglasitve, ko je konvencija začela veljati leta 2008. Vseh 90 predhodno razglašenih mojstrovin, ki bi jih imenovali elementi, je bilo predstavljenih kot prvi vnosi na novem seznamu.
Postopek za določitev elementa za seznam poteka po podobnih korakih kot pri razglasitvi. Prejšnjo vlogo žirije je nadomestil nov organ, znan kot Medvladni odbor za varovanje nesnovne kulturne dediščine.
Poleg tega je UNESCO vzpostavil ločen program, v katerem je opredelil elemente za Seznam nesnovne kulturne dediščine, ki jo je treba nujno varovati, da bi izpostavil elemente, ki so ogroženi kljub prizadevanjem lokalne skupnosti za njeno ohranitev in zaščito, zaradi česar ni mogoče pričakovati, da bodo preživeli brez takojšnje zaščite. Ustanovil je tudi sklad za zagotavljanje nujne pomoči za ohranitev takih elementov.
UNESCO je leta 2003 pripravil Konvencijo o varovanju nesnovne kulturne dediščine, ki zagotavlja mednarodni okvir, vir financiranja in strateški pregled za nadaljnjo identifikacijo in zaščito teh mojstrovin in druge nesnovne kulturne dediščine. Konvencija je začela veljati leta 2006, od takrat pa jo je potrdilo več kot 130 članic.